# Nicole Schnyder-Benoît
Nicole Schnyder-Benoît (ur. 13 marca 1973 w Biel/Bienne) – szwajcarska siatkarka plażowa. Złota i srebrna medalistka Mistrzostw Europy, uczestniczka Letnich Igrzyskach Olimpijskich 2004.
W 2001 zdobyła srebrny medal Mistrzostw Europy we włoskim Jesolo wraz z Simone Kuhn. Przegrały w finale z reprezentującymi Grecję Vasso Karantasiou i Effrosyni Sfyri 21:14, 27:25 w setach. W 2004 para Schnyder-Benoît/Kuhn zdobyła złoty medal Mistrzostw Europy w niemieckim Timmendorfer Strand. W finale pokonały Norweżki Susanne Glesnes i Kathrine Maaseide  21:13, 21:16. W 2004 Reprezentowały Szwajcarię na Letnich Igrzyskach Olimpijskich w Atenach. Zostały one wyeliminowane w rundzie grupowej.